# Königsfeld im Schwarzwald
Königsfeld im Schwarzwald ist eine Gemeinde im Schwarzwald-Baar-Kreis in Baden-Württemberg, bestehend aus sechs Ortsteilen. Der Kernort ist eines der Zentren der Herrnhuter Brüdergemeine.

## Geographie

### Geographische Lage
Königsfeld im Schwarzwald liegt am östlichen hügeligen Rand des Schwarzwalds an der Grenze zur Muschelkalklandschaft der Baar. Etwa 10 km nordwestlich von Villingen unweit der Bundesstraße 33 befindet sich Königsfeld in leichter Hanglage oberhalb des Hörnlebachs, der den Ort südlich und östlich begrenzt, und nordöstlich des Ortes in den Sägeweiher mündet, der einst als Speichersee einer Sägemühle fungierte.
Königsfeld liegt an einem Kreuzungspunkt zweier Fernstraßen, die zum einen in Nord-Süd-Richtung von Schramberg kommend nach Villingen-Schwenningen und zum anderen in Ost-West-Richtung von Rottweil nach St. Georgen führen.
Der Höhenluftkurort Königsfeld wird landschaftlich geprägt durch die rings um den Ort gelegenen Waldgebiete. Landwirtschaftlich genutzte Flächen finden sich nur vereinzelt und zumeist in etwas größerer Entfernung vom Ort selbst. Als heimisches Baumaterial für die historischen Gebäude fand vor allem der hier anstehende Buntsandstein sowie Granit Verwendung. Im Gemarkungsatlas von 1889 sind noch deutlich der Steinbruch und die Sandgrube im nordöstlich des Ortes gelegenen Kohlwald zu erkennen. Darüber hinaus wurde das hier reichlich zur Verfügung stehende Nadelholz verwendet.

### Nachbargemeinden
Die Gemeinde grenzt im Norden an Schramberg, Hardt und Eschbronn, im Osten an Zimmern ob Rottweil, alle im Landkreis Rottweil, weiterhin im Osten an Niedereschach, im Süden an Villingen-Schwenningen und Mönchweiler und im Westen an die Stadt St. Georgen, alle im Schwarzwald-Baar-Kreis.

### Gemeindegliederung
Die Gemeinde Königsfeld im Schwarzwald umfasst neben dem Kernort mit 1938 Einwohnern (Stand: 23. Januar 2023) weitere fünf Ortsteile.
| Ortsteil       | Eingemeindung  | Einwohner |
| -------------- | -------------- | --------- |
| Buchenberg     | 1. Januar 1975 | 991       |
| Burgberg       | 1. Januar 1974 | 574       |
| Erdmannsweiler | 1. Januar 1974 | 793       |
| Neuhausen      | 1. Januar 1975 | 1196      |
| Weiler         | 1. Januar 1973 | 608       |

Einwohnerstand der Ortsteile: 23. Januar 2023.
Die offizielle Benennung der Ortsteile erfolgt durch vorangestellten Namen der Gemeinde und dann mit Bindestrich der Name des jeweiligen Ortsteils.
Mit Ausnahme vom Ortsteil Königsfeld sind in den Ortsteilen Ortschaften im Sinne der baden-württembergischen Gemeindeordnung eingerichtet. Sie haben jeweils einen eigenen Ortschaftsrat und einen Ortsvorsteher als dessen Vorsitzender.
Im Ortsteil Königsfeld lag der in Königsfeld im Schwarzwald aufgegangene Bauernhof der Hörnlishof.

### Schutzgebiete
In Königsfeld liegen die Landschaftsschutzgebiete Gaienbühl, Ruine Waldau und Glasbachtal. Der Glasbach und das Rohrmoos sind auch Bestandteil des FFH-Gebietes Baar, Eschach und Südostschwarzwald. Südlich von Königsfeld und östlich von Neuhausen hat die Gemeinde Anteil an der Baar. Königsfeld liegt darüber hinaus im Naturpark Südschwarzwald.

## Geschichte

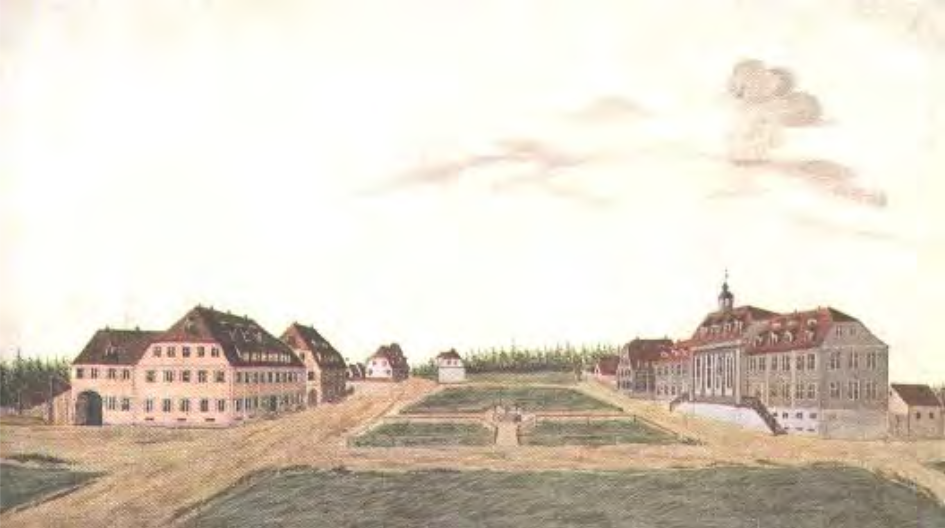
Zinzendorfplatz von Osten (um 1814)

Auf einem Sporn des Hutzelbergs befinden sich die Reste der Burg Bärenberg aus dem 11. Jahrhundert.
Königsfeld im Schwarzwald ist eine planmäßige Siedlung der Herrnhuter Brüdergemeine aus dem Jahr 1806. Auf der Suche nach einem geeigneten Siedlungsort für die Brüdergemeine schrieb der Diaspora-Pfleger Lorenz Nagel bereits im August 1804 über den hier gelegenen Hörnlishof, auf dessen Fläche von nur 150 ha die spätere Kolonie entstehen sollte:

„Der Ort liegt auf dem […] Schwarzwald, 20 Stunden von Basel und ebenso weit von Stuttgart entfernt […] Freilich sei es schade, dass man […] ihm nicht 4 – 6 Wochen länger Sommer geben könnte. Wenn es aber auch ein etwas raues Klima sei, so sei es doch gesund.“

Königsfeld wurde somit die erste Siedlungsgründung der 1727 in Herrnhut durch Nikolaus Ludwig Graf von Zinzendorf ins Leben gerufenen Brüdergemeine im Gebiet des heutigen Baden-Württemberg.
Die Gründungsurkunde König Friedrichs I. von Württemberg datiert auf den 12. August 1806. Die eigentliche Kolonisation begann am 21. April 1807 mit der Vermessung des Areals, worauf ein Gesamtplan wie auch Detailpläne durch den Herrnhuter Bruder Johann Gottfried Schulz in Niesky gefertigt wurden. Nach und nach entstanden in den folgenden Jahren die Häuser rings um den Zinzendorfplatz. Im Grenzvertrag zwischen Württemberg und Baden wurde das Gebiet dem Großherzogtum Baden zugesprochen.
Schon sehr früh zeigten sich die ersten Anfänge des Fremdenverkehrs. Diese standen zunächst im engen Kontext mit dem Glaubensleben der Herrnhuter Brüdergemeine. Dieses übte eine große Anziehungskraft für in der Diaspora lebenden Christen aus pietistischen Kreisen in Württemberg, der Pfalz und der Schweiz aus. Hinzu trat der Besucherverkehr der bereits 1809 für Mädchen und 1813 für Knaben entstandenen Erziehungsanstalten der Brüdergemeine. Symbolisch für den schon früh geförderten Fremdenverkehr steht Königsfelds erstes Gebäude, das „Gemeinlogis“ (ab 1880 „Gasthof“, heute „Herrnhuter Haus“). Schon im Juli 1809 reisten dort erste Kurgäste aus Basel an.
Ebenso wichtig für die Versorgung der Gäste waren die Niederlassung eines Arztes und die Einrichtung einer Apotheke im Jahr 1815. Beides war für einen Ort dieser Größe äußerst ungewöhnlich und letztlich Teil der Sonderrechte, die der Kolonie in der Gründungsurkunde von 1806 zugestanden worden waren. Diese Errungenschaft sollte sich in einer Reihe namhafter Ärzte niederschlagen, die auf die kurörtliche Entwicklung maßgeblichen Einfluss nahmen.
Die Verwirklichung der Ursprungsplanung wurde bis in die 1860er Jahre schrittweise vorangetrieben. Eine Weiterentwicklung ist danach erst nach 1880 feststellbar, als die Umstrukturierung vom Schulort der Brüdergemeine zum Höhenluftkurort Königsfeld begann. Diese Entwicklung – zunächst nur im gründerzeitlichen Bauen bei der Handlung am Zinzendorfplatz und beim Tannenhof in der Friedrichstraße zu beobachten – führte zu einer Ortserweiterung nach Westen jenseits der Grenze zum Nachbarort Buchenberg. Typische Gebäude eines Kurortes entstanden hier und prägen die später zu Königsfeld eingemeindete Hermann-Voland-Straße. Große und kleine Privatpensionen sowie Hotels und Sanatorien (etwa das auf 800 Meter Höhe gelegene ehemalige Westend Sanatorium des Arztes H. Schall) reihen sich hier in lockerer Bebauung die Straße entlang, ein kleiner Kurpark wurde angelegt.
Waren Verwaltung, Schule und Kirche der Brüdergemeine bislang eine Einheit, so entstand nach der Jahrhundertwende die politische Gemeinde Königsfeld, die sich in einem eigenen Rathaus- und Schulgebäude manifestierte, womit die Wandlung vom Schulort der Brüdergemeine zum Höhenluftkurort Königsfeld endgültig vollzogen war.
Bis zur Kreisreform am 1. Januar 1973 gehörten Königsfeld und alle Ortsteile dem Landkreis Villingen (ab 1972 Landkreis Villingen-Schwenningen) an. Nach dessen Auflösung erfolgte der Wechsel in den neugebildeten Schwarzwald-Baar-Kreis.

## Politik und Verwaltung

### Gemeinderat
Der Gemeinderat besteht aus 14 gewählten ehrenamtlichen Gemeinderätinnen und -räten und dem Bürgermeister als Vorsitzendem. Der Bürgermeister ist im Gemeinderat stimmberechtigt. Die Kommunalwahl am 9. Juni 2024 führte zu folgendem amtlichen Endergebnis.
| Parteien und Wählergemeinschaften | Parteien und Wählergemeinschaften           | % 2024 | Sitze 2024 |        | % 2019 | Sitze 2019 | Kommunalwahl 2024 %50403020100 31,8 %40,1 %16,0 %12,1 % FWCDUGrüneSPDGewinne und Verlusteim Vergleich zu 2019 %p 10 8 6 4 2 0 −2 −4 −6−3,3 %p+9,5 %p−5,5 %p−0,7 %pFWCDUGrüneSPD |
| FW                                | Freie Wähler                                | 31,8   | 4          | 35,1   | 5      |            | Kommunalwahl 2024 %50403020100 31,8 %40,1 %16,0 %12,1 % FWCDUGrüneSPDGewinne und Verlusteim Vergleich zu 2019 %p 10 8 6 4 2 0 −2 −4 −6−3,3 %p+9,5 %p−5,5 %p−0,7 %pFWCDUGrüneSPD |
| CDU                               | Christlich Demokratische Union Deutschlands | 40,1   | 6          | 30,6   | 4      |            | Kommunalwahl 2024 %50403020100 31,8 %40,1 %16,0 %12,1 % FWCDUGrüneSPDGewinne und Verlusteim Vergleich zu 2019 %p 10 8 6 4 2 0 −2 −4 −6−3,3 %p+9,5 %p−5,5 %p−0,7 %pFWCDUGrüneSPD |
| GRÜNE                             | Bündnis 90/Die Grünen                       | 16,0   | 2          | 21,5   | 3      |            | Kommunalwahl 2024 %50403020100 31,8 %40,1 %16,0 %12,1 % FWCDUGrüneSPDGewinne und Verlusteim Vergleich zu 2019 %p 10 8 6 4 2 0 −2 −4 −6−3,3 %p+9,5 %p−5,5 %p−0,7 %pFWCDUGrüneSPD |
| SPD                               | Sozialdemokratische Partei Deutschlands     | 12,1   | 2          | 12,8   | 2      |            | Kommunalwahl 2024 %50403020100 31,8 %40,1 %16,0 %12,1 % FWCDUGrüneSPDGewinne und Verlusteim Vergleich zu 2019 %p 10 8 6 4 2 0 −2 −4 −6−3,3 %p+9,5 %p−5,5 %p−0,7 %pFWCDUGrüneSPD |
| Gesamt                            | Gesamt                                      | 100    | 14         | 100    | 14     |            | Kommunalwahl 2024 %50403020100 31,8 %40,1 %16,0 %12,1 % FWCDUGrüneSPDGewinne und Verlusteim Vergleich zu 2019 %p 10 8 6 4 2 0 −2 −4 −6−3,3 %p+9,5 %p−5,5 %p−0,7 %pFWCDUGrüneSPD |
| Wahlbeteiligung                   | Wahlbeteiligung                             | 68,3 % | 68,3 %     | 60,8 % | 60,8 % |            | Kommunalwahl 2024 %50403020100 31,8 %40,1 %16,0 %12,1 % FWCDUGrüneSPDGewinne und Verlusteim Vergleich zu 2019 %p 10 8 6 4 2 0 −2 −4 −6−3,3 %p+9,5 %p−5,5 %p−0,7 %pFWCDUGrüneSPD |

### Bürgermeister
Bürgermeister ist seit 1999 Fritz Link (CDU). Er wurde 2007, 2015 und 2023 wiedergewählt.

### Wappen
| Wappen der Gemeinde Königsfeld im Schwarzwald | Blasonierung: „Geviert von Gold (Gelb) und Rot; in Feld eins aus den beiden äußeren Kuppen eines grünen Dreibergs wachsend zwei schräggekreuzte grüne Kornähren, in Feld vier auf grünem Dreiberg eine rote Burg mit zwei Zinnentürmen.“ |
| Wappen der Gemeinde Königsfeld im Schwarzwald | Wappenbegründung: Die Verleihung erfolgte am 1. Juli 1992 durch das Landratsamt Schwarzwald-Baar-Kreis. |

Altes Wappen und Wappen der Ortsteile

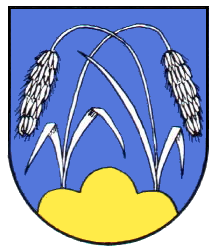
Königsfeld (alt)
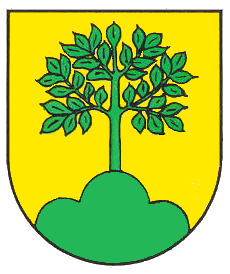
Buchenberg
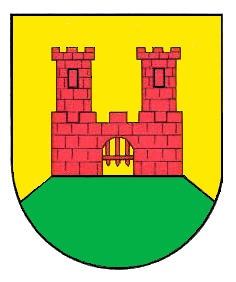
Burgberg
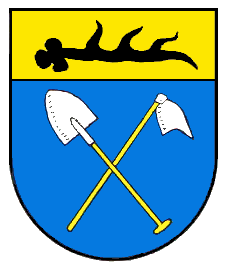
Erdmannsweiler
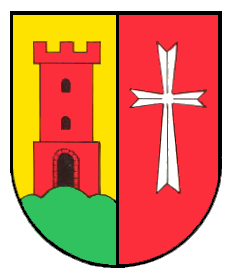
Neuhausen
Weiler

## Kultur und Sehenswürdigkeiten

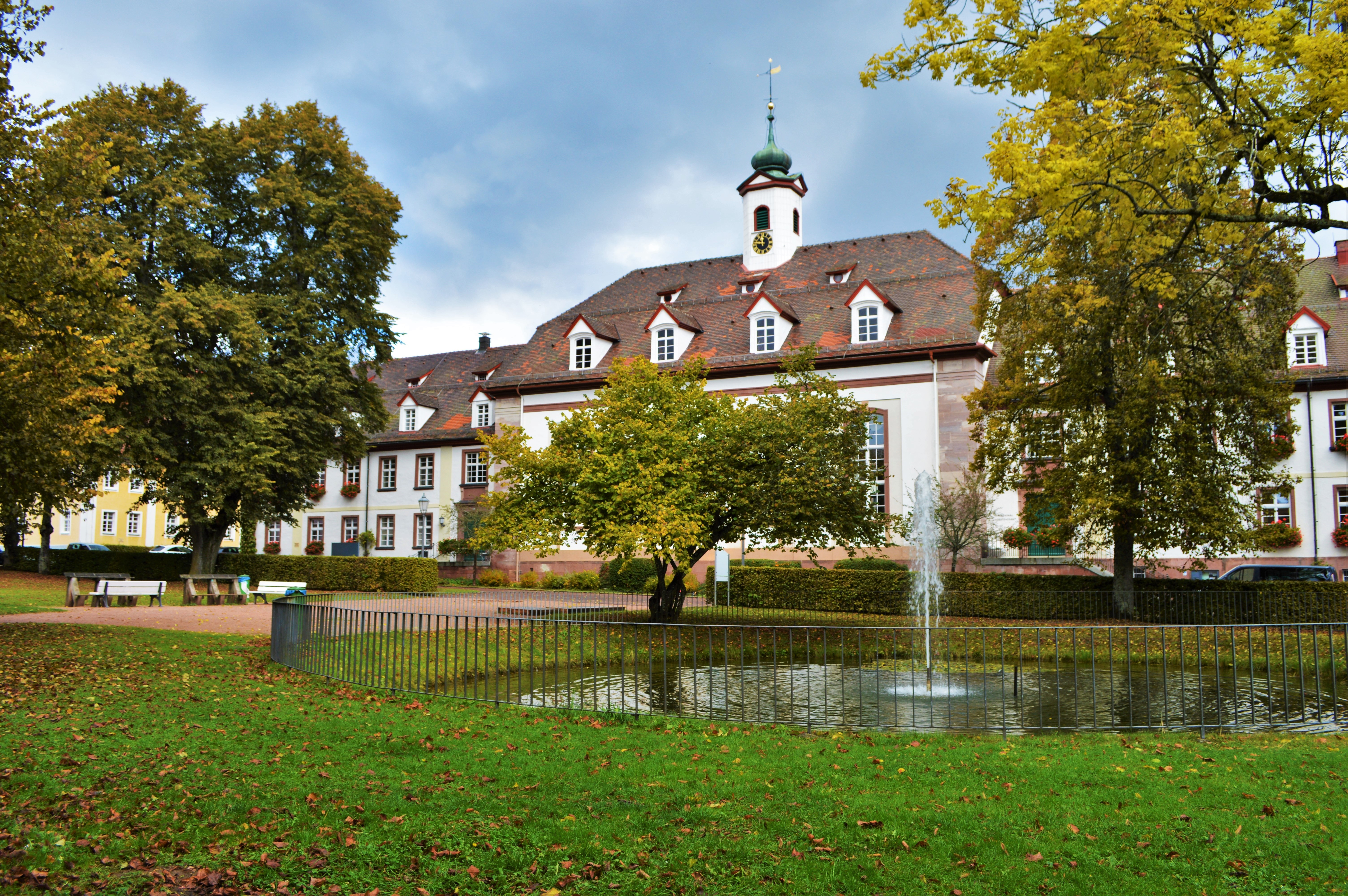
Kirchensaal und Zinzendorfplatz

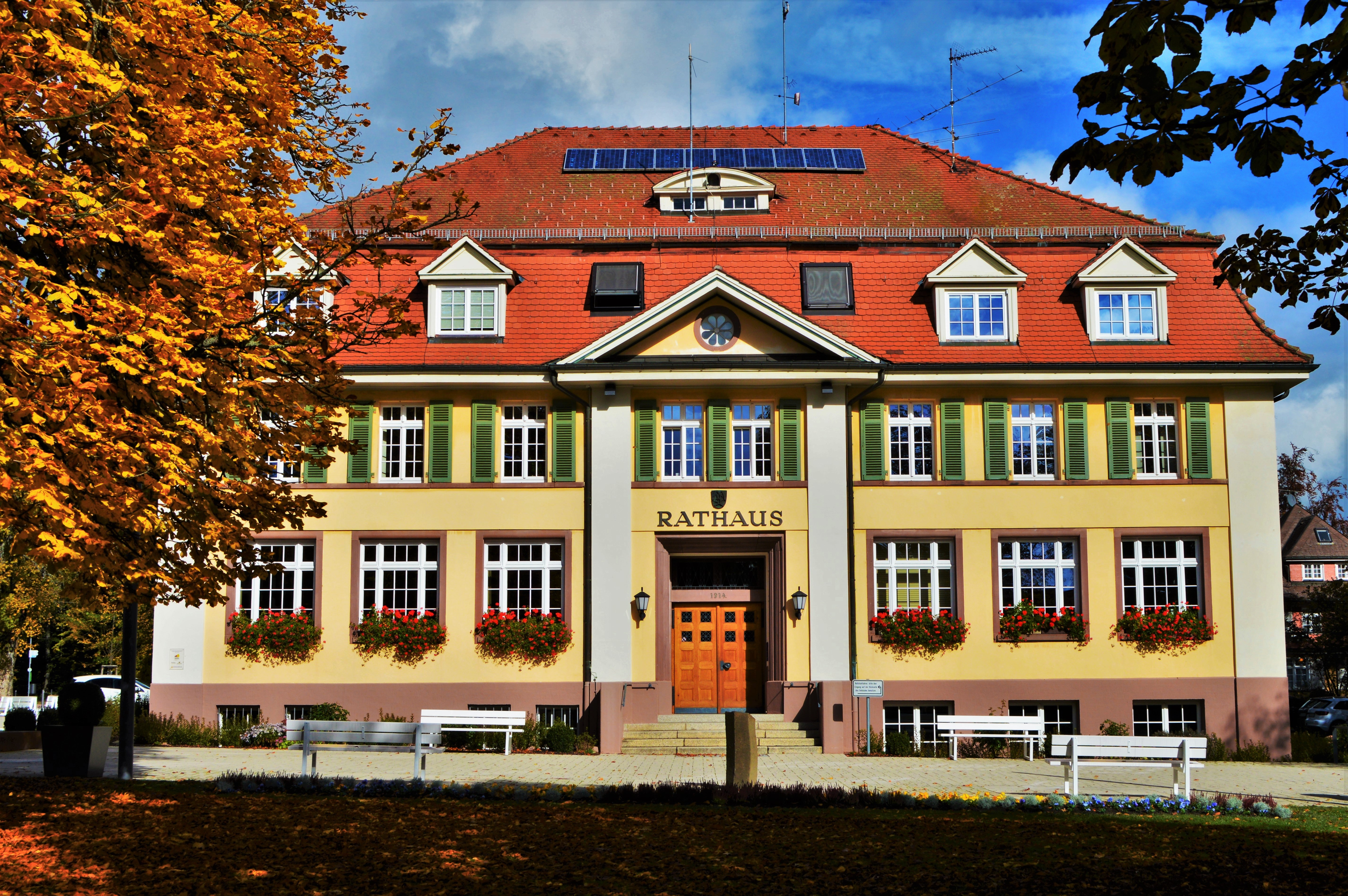
Rathaus

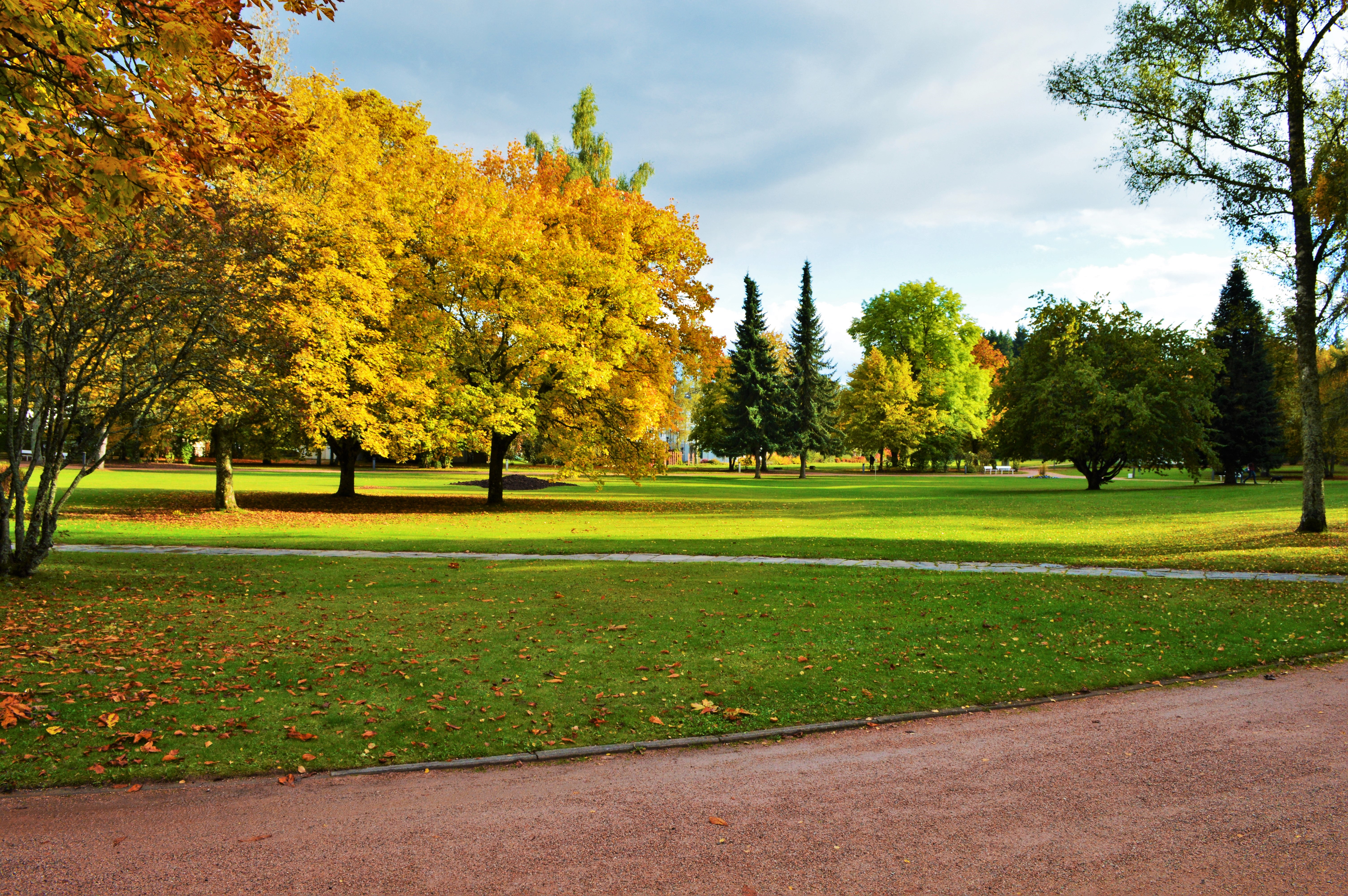
Kurpark

Königsfeld liegt an der Schwäbischen Dichterstraße, dem Ostweg, dem Schwarzwald-Querweg Rottweil–Lahr und der Deutschen Uhrenstraße, die an vielen Sehenswürdigkeiten vorbeiführt.

### Bauwerke und Freizeit
- Albert-Schweitzer-Haus, ehemaliges Wohnhaus der Familie Schweitzer
- Höfe- und Mühlenwanderwege
- Dorfmuseum (Buchenberg) mit regionalspezifischen Uhren und deren Malerei sowie Schwarzwälder Uhren aus zwei Jahrhunderten
- Sonnen-Erlebnis-Pfad
- solarbeheiztes Freibad „Solara“
- Die denkmalgeschützte, historische St.-Nikolaus-Kirche im Ortsteil Buchenberg stammt aus dem 11. Jahrhundert.
- Die katholische Kirche St. Peter und Paul wurde 1972 geweiht; der Entwurf stammte von dem Freiburger Architekten Josef Laule und dem Düsseldorfer Künstler Jochem Poensgen.[10]
- Ruine Waldau

### Museen
In Königsfeld wurde das Albert-Schweitzer-Haus, das frühere Wohnhaus der Familie Schweitzer, in ein Museum umgestaltet. Außerdem gibt es ein Museum im Kirchengebäude, das sich mit der Geschichte des Ortes und der Herrnhuter Brüdergemeine befasst. Im Ortsteil Buchenberg gibt es ein Dorfmuseum.

### Musik

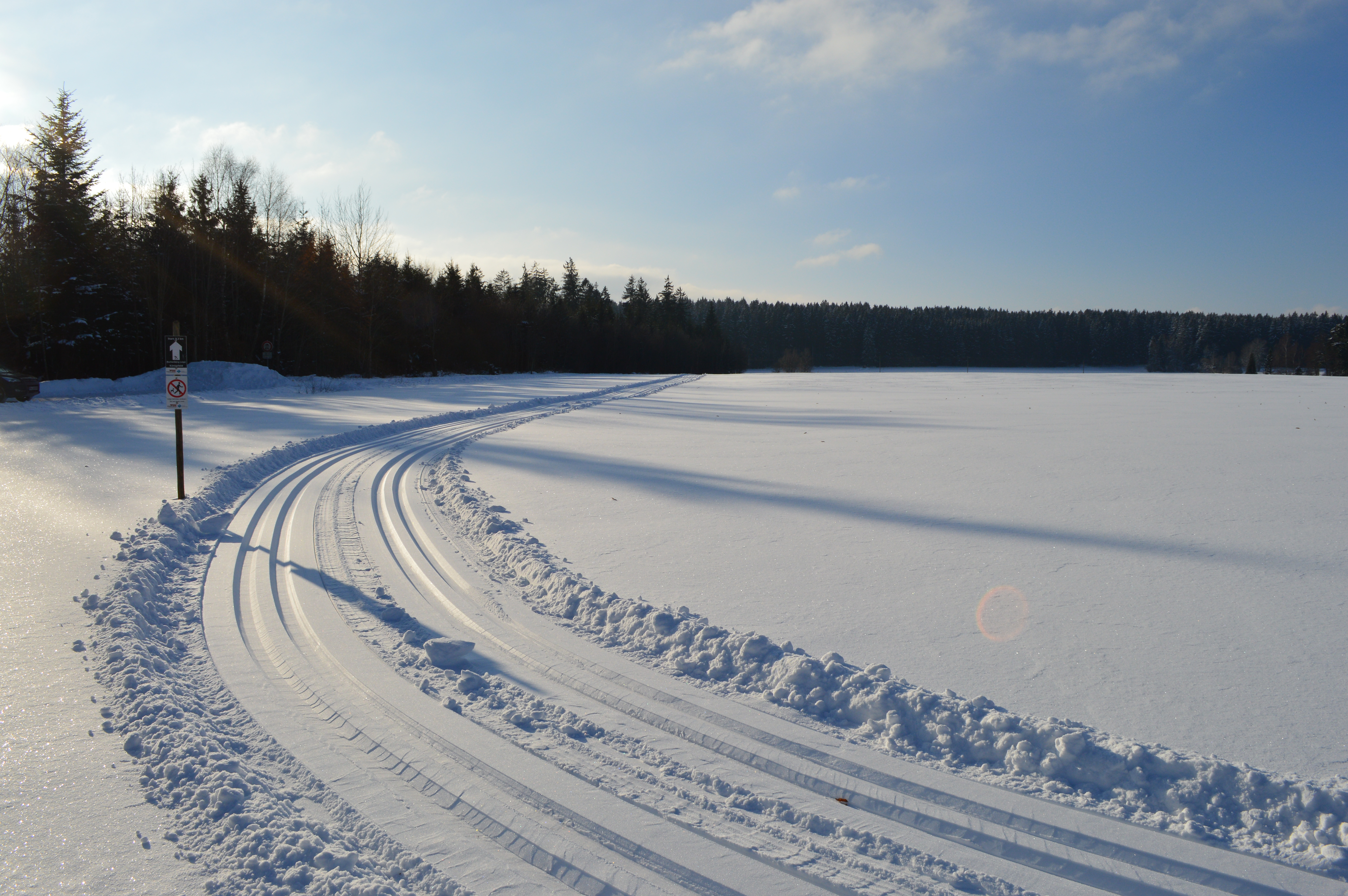
Start der Buchenberg-Loipe

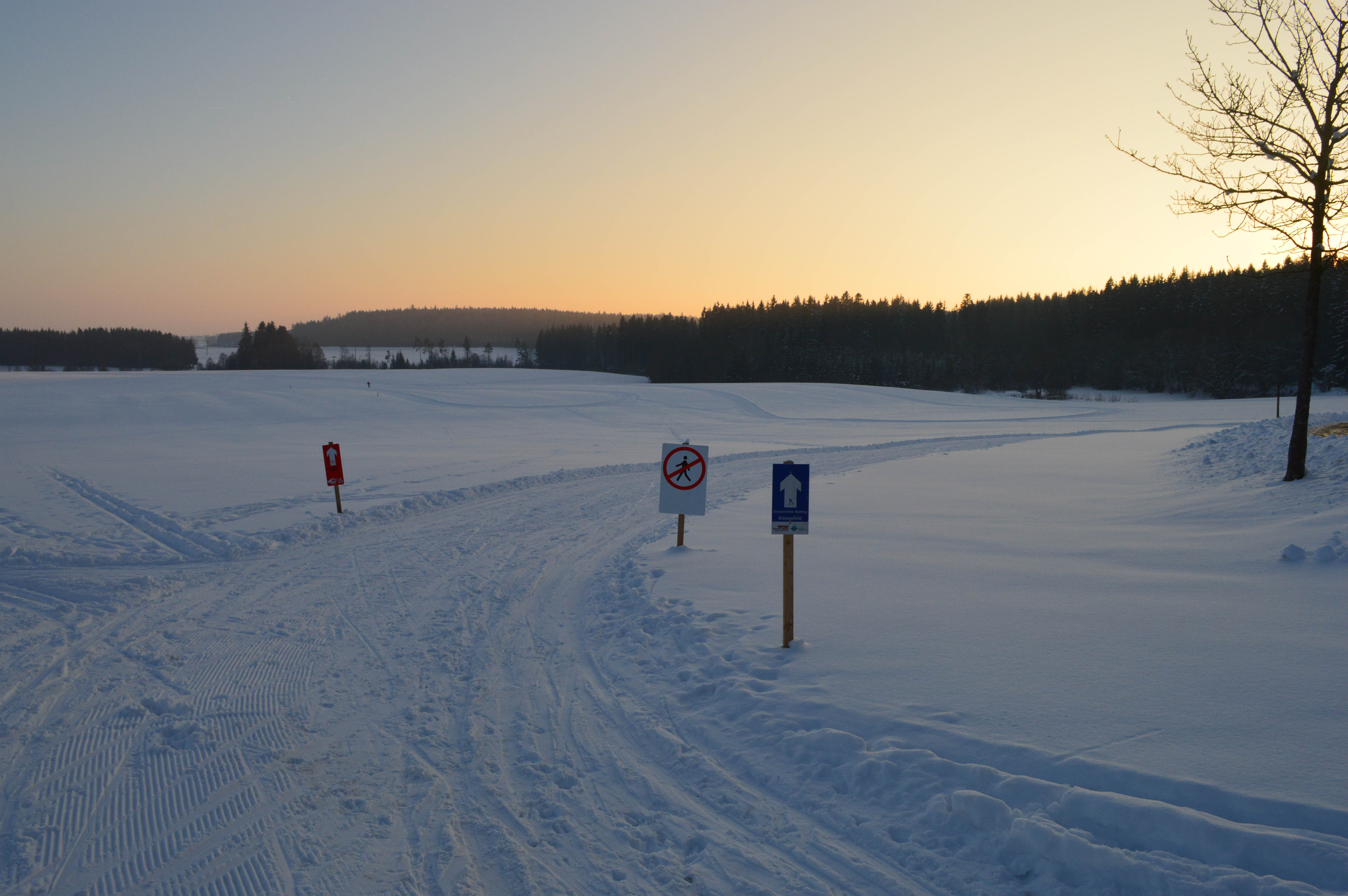
Start der Enzianwiese-Loipe

Die evangelische Brüdergemeine verfügt über eine sehr ausgedehnte Blastradition und der Bläserchor der Evangelischen Gesamtgemeinde spielt regelmäßig bei Kirchenfesten im Kernort in der Kirche, auf dem Platz, in den Straßen und auch bei Beerdigungen. Aus Königsfeld kommt das Blechbläserensemble Eurobrass. Es gibt auch zwei Musikvereine in der Gemeinde, den Musik- und Trachtenverein Neuhausen e. V. und die Trachtenkapelle Buchenberg e. V. Beide haben eine lange Tradition. Sie begleiten in ihren Ortsteilen kirchliche und weltliche Feste mit ihrer Blasmusik. Des Weiteren ist das musikalische Programm der Gemeinde stark erweitert durch Musikangebote der Zinzendorfschulen Königsfeld. Dieses Angebot besteht aus verschiedenen Chören und Orchestern, sowie Theatergruppen, die von Schülern, Lehrern und ehemaligen Schülern gebildet werden.

### Sport
In Königsfeld gibt es mehrere ausgeschilderte Loipen mit einer Gesamtstreckenlänge von rund 25 Kilometern. In Richtung Buchenberg führt die Buchenberg-Loipe im klassischen Stil mit dem Schwierigkeitsgrad schwarz und einer Länge von 8,3 km. In Richtung Mönchweiler liegt die Loipe „Enzianwiese“ im klassischen Stil mit dem Schwierigkeitsgrad rot und einer Länge von 10 km. Ebenfalls gibt es dort eine Skatingspur mit blauem Schwierigkeitsgrad mit 5,1 km Länge.

### Religionen
Mit der Gesamtgemeinde bestehend aus der Zusammenarbeit der Herrnhuter Brüdergemeine und Kirchengemeinde der badischen Landeskirche ist Königsfeld überwiegend evangelisch geprägt. Neben den drei landeskirchlichen evangelischen Gemeinden sind aber auch die evangelisch-methodistische Kirche, die römisch-katholische Kirche und die Neuapostolische Kirche in Königsfeld vertreten.

## Wirtschaft und Infrastruktur

### Verkehr
Die Gemeinde ist mit einigen regionalen Buslinien erschlossen und gehört dem Verkehrsverbund Schwarzwald-Baar an. Die nächsten Bahnhöfe sind in Sankt Georgen (8 km) und Villingen (11 km), welche beide an der Schwarzwaldbahn liegen. Bis 1981 gab es an gleicher Strecke bei Brigach zusätzlich den Bahnhof Peterzell-Königsfeld. Die nächsten Autobahnanschlüsse sind AS Rottweil (A 81 Stuttgart–Singen) und AS Donaueschingen (A 864), die am Dreieck Bad Dürrheim verbunden sind. In unmittelbarer Nähe befindet sich die B 33.
Durch eine Alltagsroute aus dem Radnetz Baden-Württemberg ist Königsfeld über Mönchweiler mit Villingen und über Hardt mit Schramberg (Stadtteil Sulgen) verbunden.
Durch Königsfeld verläuft als Landes-Radfernweg der Schwarzwald-Panorama-Radweg. Er führt von Pforzheim, Freudenstadt und Schramberg (Stadtteil Sulgen) über Villingen und Bräunlingen Richtung Titisee-Neustadt und schließlich weiter nach Waldshut-Tiengen.

### Bildung
Mit den privaten Zinzendorfschulen mit Internat – Hauptschule, Realschule, Gymnasium (G8 und G9, seit 2013 auch bilingualer Zweig), berufliche Gymnasien und Fachschulen für Erzieher und für Kinderpflege –, der Grundschule Königsfeld sowie der Friedrich-von-Schiller Grundschule im Ortsteil Burgberg und der Axel-Strecker-Grundschule Neuhausen bietet Königsfeld ein breites Bildungsangebot.
Neben zwei evangelischen Kindergarten im Kernort und in Weiler, existieren in den Ortsteilen Neuhausen, Buchenberg und Erdmannsweiler kommunale Kindergärten. Der Verein Naturkindergarten Zauberwald Königsfeld e. V. betreibt, angelehnt an das Konzept des Waldkindergartens, seit 2008 einen Naturkindergarten. Ausgangspunkte sind zwei kindergarteneigene Bauwägen im Gewand Gaienbühl auf der Gemarkung Neuhausen.

## Persönlichkeiten

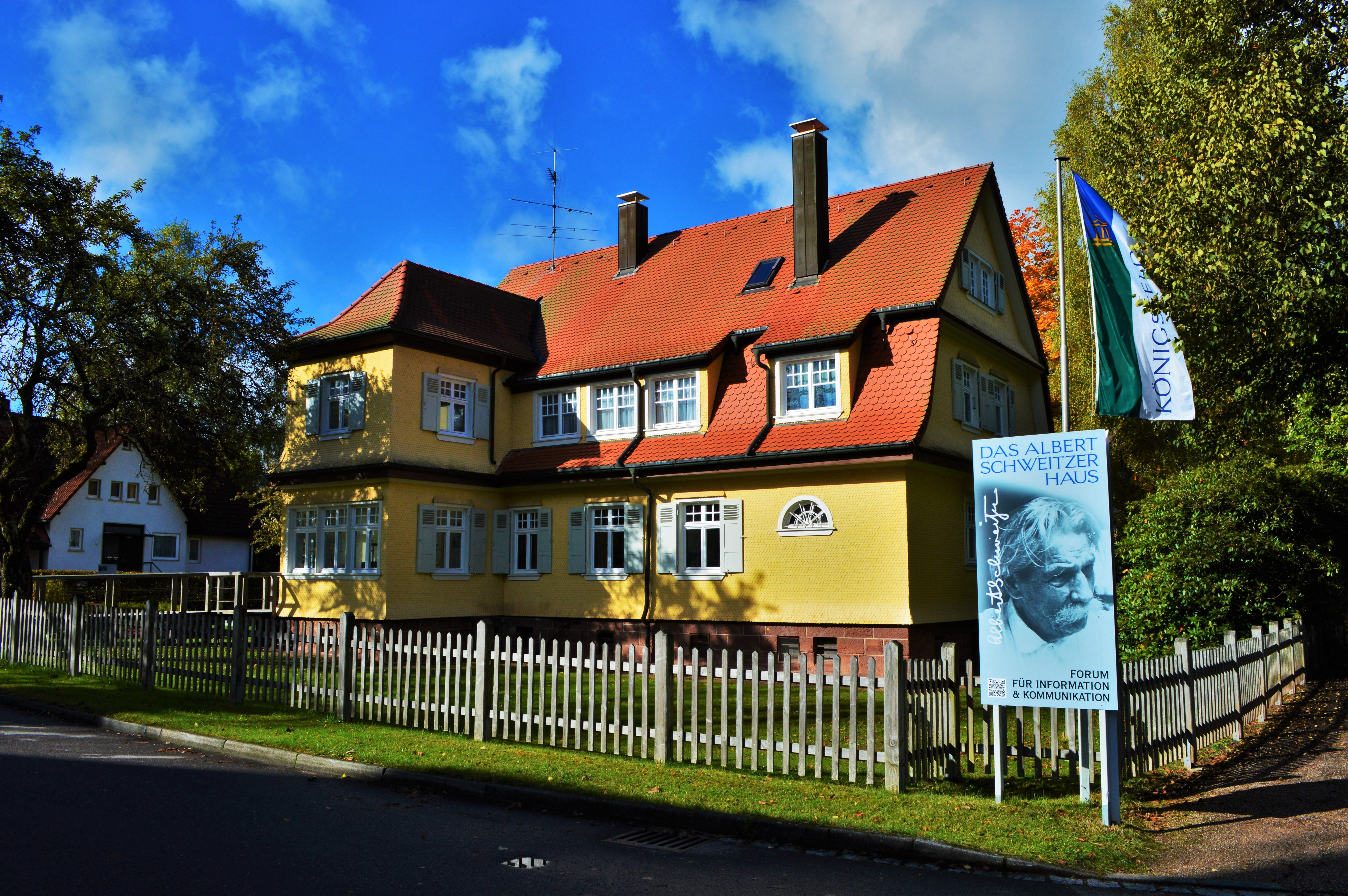
Das Albert-Schweitzer-Haus in Königsfeld

### Ehrenbürger
Albert Schweitzer; er baute im Jahre 1923 im Ortsteil Königsfeld ein Haus, das von seiner Frau Helene und der gemeinsamen Tochter Rhena bis 1933 während seiner Aufenthalte in Lambaréné bewohnt wurde. Wenn er nicht in Afrika weilte, war Königsfeld für Albert Schweitzer stets ein Ort der Ruhe, an dem er sich – manchmal nur für Tage oder Wochen – erholen und seiner Arbeit widmen konnte. Helene Schweitzer kehrte 1946 zurück und lebte bis zu ihrem Tode 1957 wieder dort. 1949, anlässlich seines 65. Geburtstages, wurde Albert Schweitzer die Ehrenbürgerwürde von Königsfeld verliehen. Das Albert-Schweitzer-Haus ist seit 2001 ein Forum für Information und Kommunikation.

### Söhne und Töchter der Gemeinde
- Hans Thum (1869–1904), Unternehmer und Automobilrennfahrer
- Otto Uttendörfer (1870–1954), Theologe und Ornithologe
- Werner Besch (* 1928), Germanist und Universitätsprofessor
- Tonio Hölscher (* 1940), Archäologe und Universitätsprofessor
- Peter Heinrich (* 1941), Professor für Sozialpsychologie und früherer Rektor einer Fachhochschule
- Alexander Heisler (* 1949), Arzt, Konzertmanager, Gründer des Freiburger Zelt-Musik-Festivals und Träger der Verdienstmedaille des Landes Baden-Württemberg

### Persönlichkeiten, die mit der Gemeinde verbunden sind
- Algernon Blackwood (1869–1951), britischer Autor, besuchte von Mai 1885 bis Juli 1886 eine Schule der Herrnhuter Brüdergemeine (Moravian Brotherhood) in Königsfeld[14]
- August Heisler (1881–1953), deutscher Landarzt und gemeinsam mit Albert Schweitzer Begründer der „Geistigen Nothilfe“ Königsfeld
- Walter Bau (1888–1967), Lehrer, Geologe und Paläontologe aus Schlesien, nach 1945 Hauptlehrer in Königsfeld; dort begraben
- Gerhard Domagk (1895–1964), Pathologe, Bakteriologe und Nobelpreisträger, starb in Burgberg; dort ist eine Straße nach ihm benannt
- Leni Riefenstahl (1902–2003), Regisseurin und Fotografin, wohnte zeitweilig in Königsfeld[15]
- Erdmut Bramke (1940–2002), Malerin, wuchs in Königsfeld auf und wurde hier beigesetzt
- Dominik Zahorka (* 1988), deutscher Schauspieler, besuchte von 2005 bis 2007 die Schule der Herrnhuter Brüdergemeine (Moravian Brotherhood) in Königsfeld